# Spoorlijn Bingen - Saarbrücken
De spoorlijn Bingen - Saarbrücken, ook wel Nahetalbahn genoemd, is een Duitse spoorlijn tussen Bingen am Rhein en Saarbrücken. De lijn is als spoorlijn 3511 onder beheer van DB Netze.

## Geschiedenis
Het traject werd door de Rhein-Nahe Eisenbahn-Gesellschaft (RNE) in fases geopend:
- 15 juli 1858: Bingen - Bad Kreuznach
- 15 december 1859: Bad Kreuznach - Oberstein
- 26 mei 1860: Oberstein - Neunkirchen (Saar)
- 17 oktober 1859: Neunkirchen (Saar) - Saarbrücken

## Treindiensten
Vlexx verzorgt het personenvervoer op dit traject met RE en RB treinen. Deutsche Bahn verzorgt het personenvervoer op dit traject met RB treinen.
| Serie | Treinsoort                      | Route | Bijzonderheden |
| ----- | ------------------------------- | --- | -------------- |
| RE 3  | Regional-Express (Vlexx)        | Saarbrücken Hbf – Neunkirchen (Saar) Hbf – Türkismühle – Idar-Oberstein – Bad Kreuznach – Mainz Hbf – Frankfurt (Main) Flughafen Regionalbahnhof – Frankfurt (Main) Hbf |                |
| RE 15 | Regional-Express (Vlexx)        | Mainz Hbf – Bad Kreuznach – Hochspeyer – Kaiserslautern Hbf |                |
| RE 17 | Regional-Express (Vlexx)        | Koblenz Hbf – Boppard Hbf – Oberwesel – Bingen (Rhein) Hbf – Bad Kreuznach – Kaiserslautern Hbf                                                                         |                |
| RB 33 | Regionalbahn (Vlexx)            | Mainz Hbf – Bad Kreuznach – Staudernheim – Bad Sobernheim – Kirn – Fischbach-Weierbach – Idar-Oberstein – Kronweiler – Heimbach (Nahe) – Neubrücke (Nahe)               |                |
| RB 34 | Regionalbahn (Vlexx)            | Kirn – Fischbach-Weierbach – Idar-Oberstein – Kronweiler – Heimbach (Nahe) – Baumholder                                                                                 |                |
| RB 65 | Regionalbahn (DB Regio Mitte)   | Kaiserslautern Hbf – [ Hochspeyer – ] Enkenbach – Winnweiler – Rockenhausen – Alsenz – Bad Münster am Stein – Bad Kreuznach – Langenlonsheim – Bingen (Rhein) Hbf       |                |
| RB 73 | Regionalbahn (DB Regio Südwest) | Saarbrücken Hbf – Dudweiler – Sulzbach (Saar) – Friedrichsthal (Saar) – Neunkirchen (Saar) Hbf – St Wendel – Türkismühle – Neubrücke (Nahe)                             |                |

## Aansluitingen
In de volgende plaatsen was of is er een aansluiting aan de volgende spoorlijnen:
Bingen (Rhein) Hauptbahnhof
DB 2630, spoorlijn tussen Keulen en Bingen
DB 3510, spoorlijn tussen Bingen en Mainz
aansluiting Sarmsheim
DB 3514, spoorlijn tussen Rüdesheim en aansluiting Sarmsheim
Langenlonsheim
DB 3021, spoorlijn tussen Langenlonsheim en Hermeskeil
Bad Kreuznach
DB 3512, spoorlijn tussen Gau Algesheim en Bad Kreuznach
Bad Münster am Stein
DB 3281, spoorlijn tussen Homburg en Staudernheim
DB 3320, spoorlijn tussen Hochspeyer en Bad Münster am Stein
StaudernheimDB 3281, spoorlijn tussen Homburg en Staudernheim
Heimbach (Nahe)
DB 3200, spoorlijn tussen Heimbach en Baumholder
Neubrücke (Nahe)
DB 9320, spoorlijn tussen Neubrücke en Birkenfeld
Türkismühle
DB 3131, spoorlijn tussen Trier en Türkismühle
DB 3201, spoorlijn tussen Türkismühle en Kusel
St Wendel
DB 3203, spoorlijn tussen St Wendel en Tholey
Ottweiler
DB 3204, spoorlijn tussen Ottweiler en Schwarzerden
Neunkirchen (Saar) Hauptbahnhof
DB 3240, spoorlijn tussen Saarbrücken en Neunkirchen
DB 3270, spoorlijn tussen Neunkirchen Hauptbahnhof en Neunkirchen-Heinitz
DB 3271, spoorlijn tussen Neunkirchen en grube König
DB 3272, spoorlijn tussen Schiffweiler en Neunkirchen
DB 3273, spoorlijn tussen Neunkirchen Hauptbahnhof W169 en W342
DB 3276, spoorlijn tussen Neunkirchen-Dechen en grube Heinitz
DB 3278, spoorlijn tussen Neunkirchen Hauptbahnhof en Saarstahl Nordanschluss
DB 3282, spoorlijn tussen Homburg en Neunkirchen
DB 3287, spoorlijn tussen Neunkirchen Hauptbahnhof W289 en W338
Dudweiler
DB 3263, spoorlijn tussen Dudweiler en Saarbrücken Rangierbahnhof
Saarbrücken Hauptbahnhof
DB 3230, spoorlijn tussen Saarbrücken en Karthaus
DB 3231, spoorlijn tussen Rémilly en Saarbrücken
DB 3240, spoorlijn tussen Saarbrücken en Neunkirchen
DB 3250, spoorlijn tussen Saarbrücken en Homburg
DB 3251, spoorlijn tussen Saarbrücken en Sarreguemines
DB 3264, spoorlijn tussen Saarbrücken Rangierbahnhof W175 en Saarbrücken Hauptbahnhof W102

## Elektrische tractie
Het traject tussen Türkismühle en Saarbrücken werd in 1968 en 1969 geëlektrificeerd met een wisselspanning van 15.000 volt 16⅔ Hz.

## Galerij

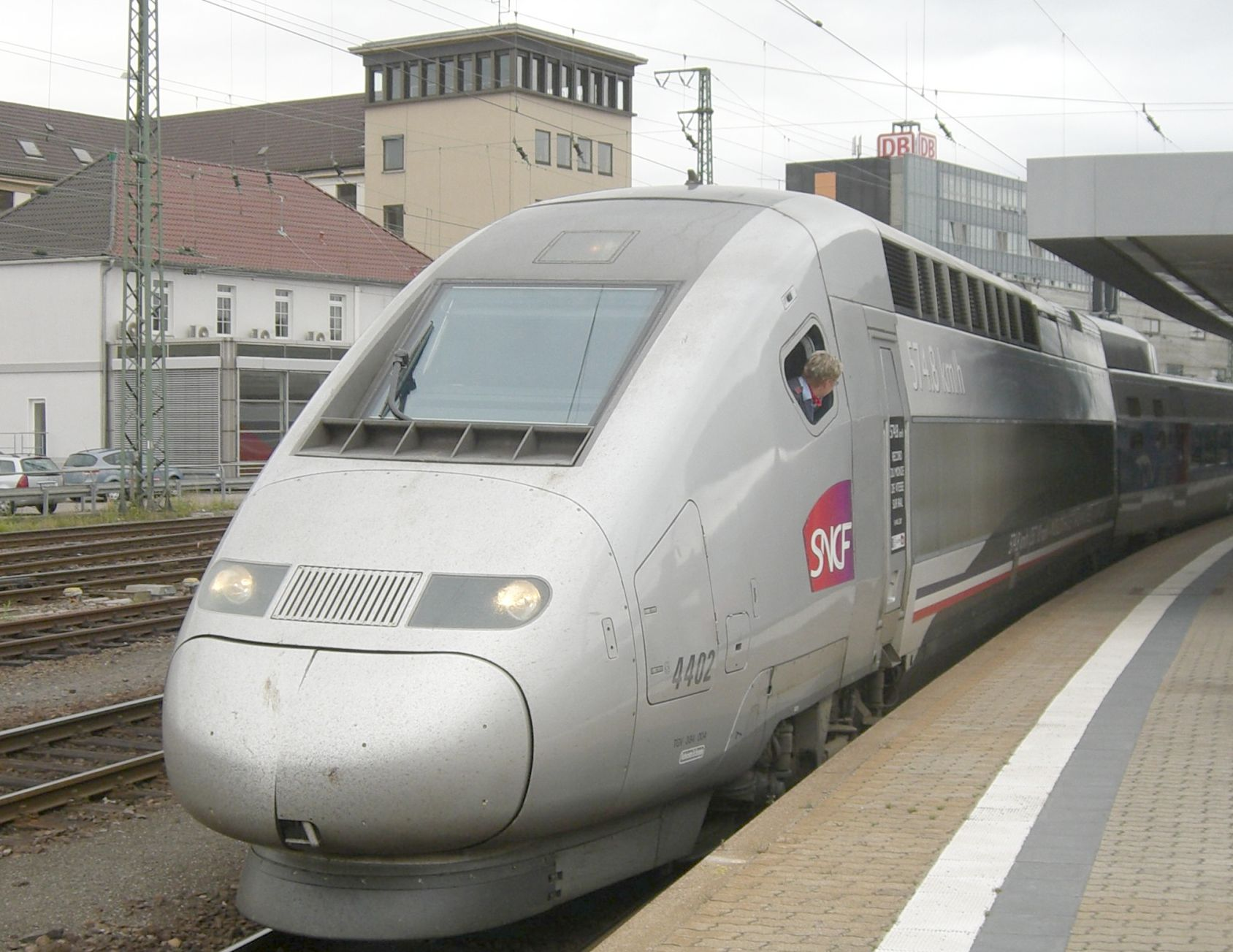
TGV in Saarbrücken Hbf
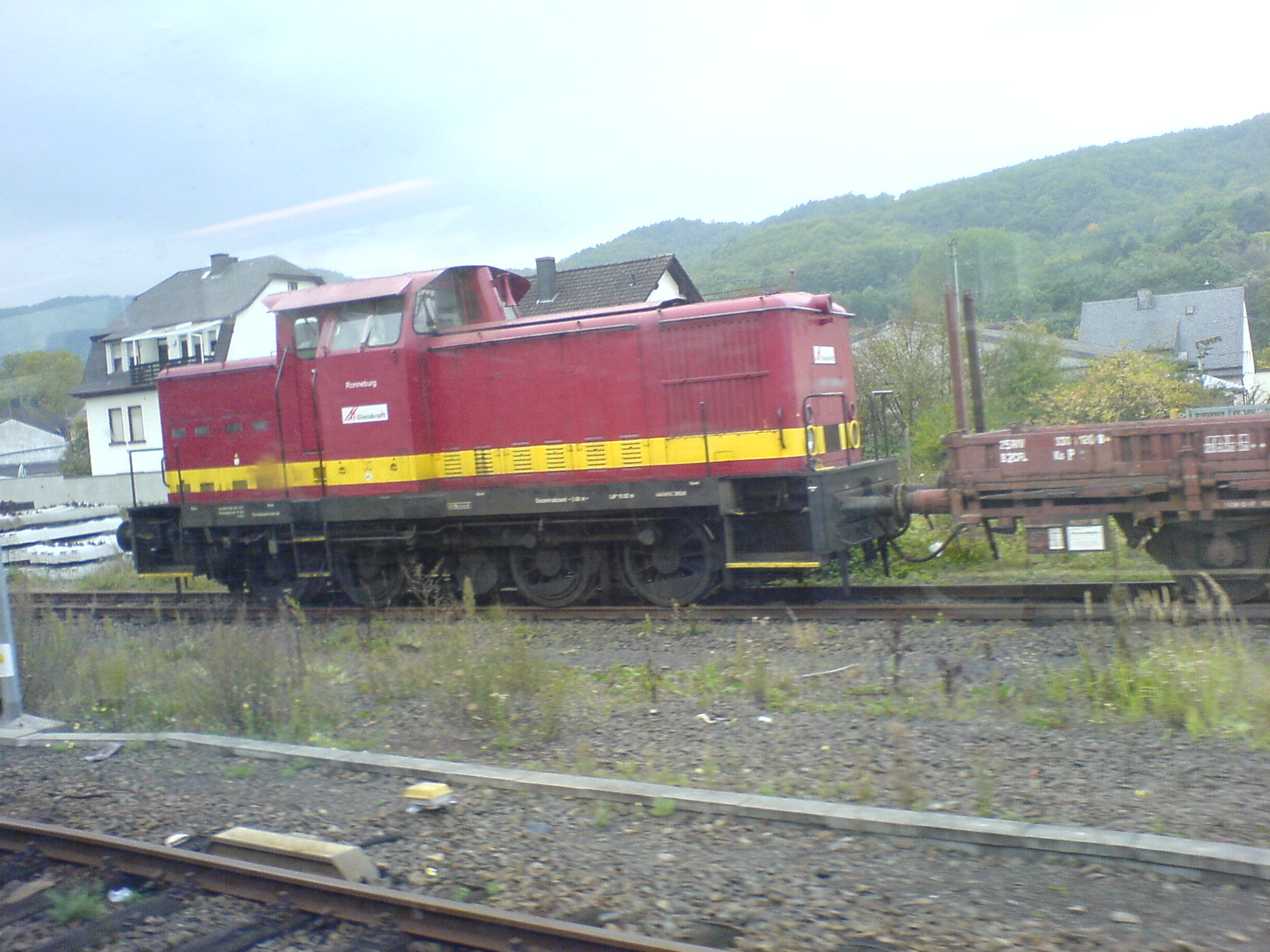
Station Fischbach-Weierbach
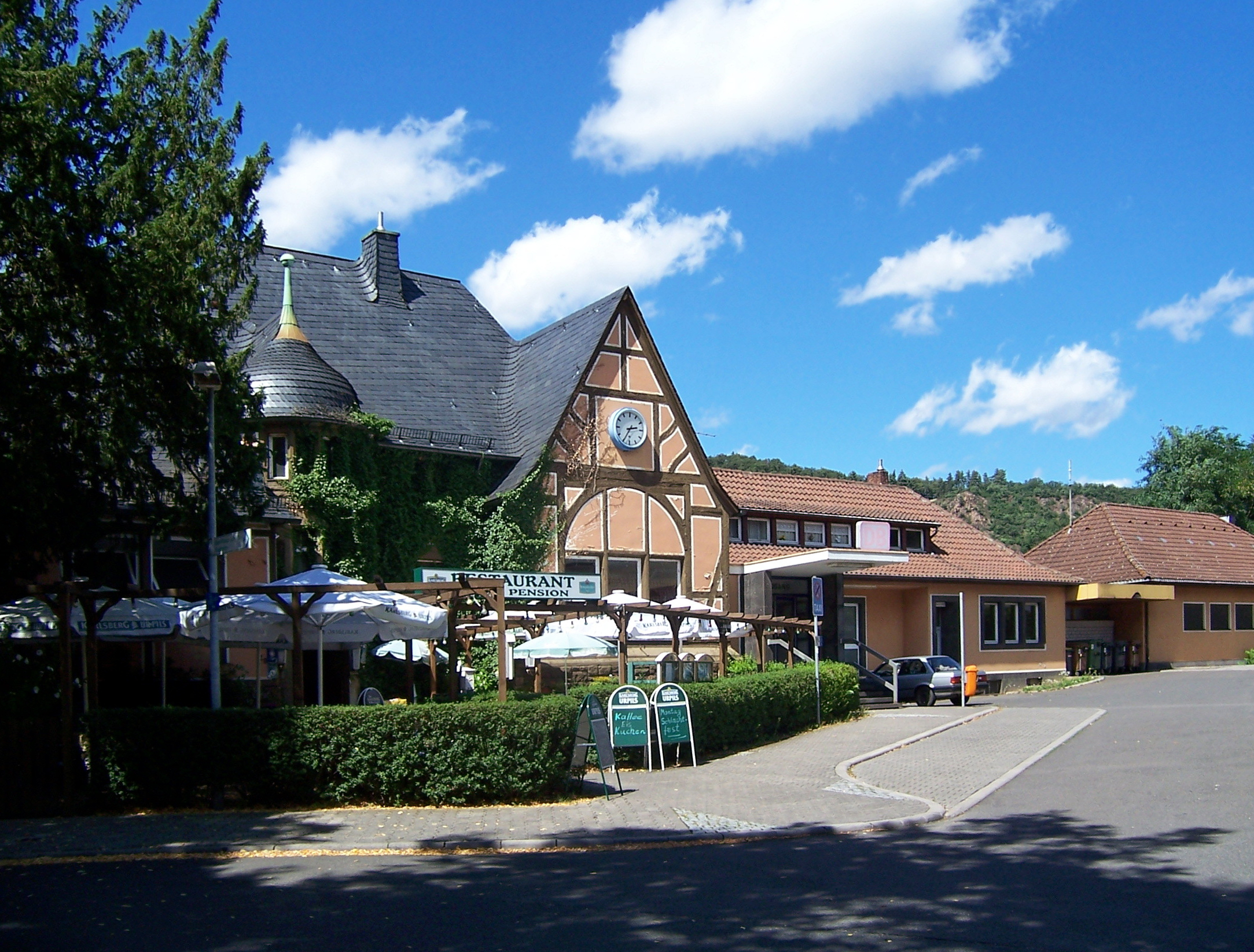
Station Bad Münster am Stein
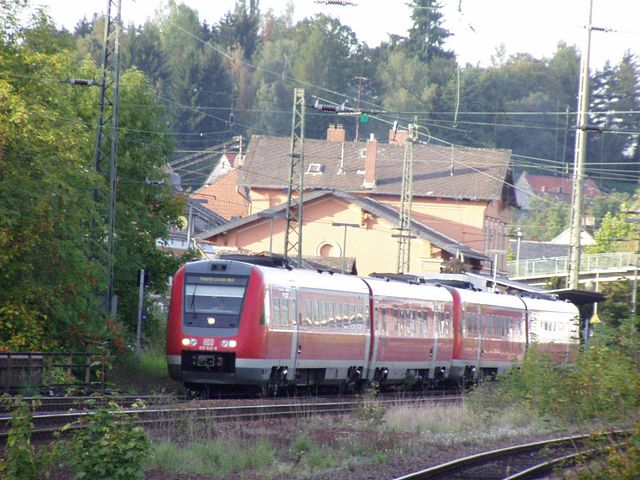
Regional-Express in station Ottweiler